# پردیس سینمایی هدیش
پردیس سینمایی هدیش یک پردیس سینمایی در تهران، ایران است.
این پردیس سینمایی که در میدان هروی، خیابان موسوی قرار دارد، در بهمن ۱۳۹۹ با ۶ سالن سینما با ظرفیت ۴۱۴ صندلی افتتاح شده‌است.